# Хелтиу (Бакау)
Хелтиу (рум. Heltiu) насеље је у Румунији у округу Бакау у општини Кајуци. Oпштина се налази на надморској висини од 166 m.

## Становништво
Према подацима из 2002. године у насељу је живело 472 становника, од којих су сви румунске националности.